# 2-哌啶甲酸
2-哌啶甲酸是一种有机化合物，化学式为C6H11NO2，可溶于水。

## 制备
2-哌啶甲酸可由2-吡啶甲酸在贵金属催化下的加氢反应得到。

## 用途
2-哌啶甲酸可用于合成麻醉药盐酸布比卡因。